# Nuoro (provins)
Provinsen Nuoro (it. Provincia di Nuoro) er en provins i regionen Sardinien i Italien. Nuoro er provinsens hovedby.
Der var 164.260 indbyggere ved folketællingen i 2001.

## Geografi
Provinsen Nuoro grænser til:
- i nord mod provinserne Sassari,
- i øst mod Tyrrhenske hav,
- i syd mod provinserne Sud Sardegna og
- i vest mod provinsen Oristano.

En del af Nationalpark Gennargentu ligger i provinsen.
- Wikimedia Commons har flere filer relateret til Nuoro (provins)

40°19′03″N 9°19′25″Ø / 40.3174281°N 9.3235302°Ø